# Chevillon (Yonne)
Pour les articles homonymes, voir Chevillon.
Chevillon est une ancienne commune française, située dans le département de l'Yonne en région Bourgogne-Franche-Comté, devenue, le 1er janvier 2016, une commune déléguée de la commune nouvelle de Charny-Orée-de-Puisaye.

## Histoire
C'est en 1131 que le nom de Cavillo apparaît dans un texte concernant l’abbaye de Saint-Urbain. Les moines y cultivaient la vigne sur le coteau et exploitaient également des carrières de pierre.
En 1617, René de Courtenay, abbé commendataire de l' abbaye Notre-Dame des Écharlis au diocèse de Sens, actuellement logé à Paris, rue de Bièvre, près de la Place Maubert, fait donation à Jean de Courtenay, seigneur de Frauville et de Chevillon en partie de ses droits en la terre et seigneurie de Chevillon, près Charny

## Politique et administration
(août 2024).
|                             |           |                       |                |           |    |   |
| mars 1977                   | mars 1989 | André Moraisin        | SE             | Retraité  |    |   |
| mars 1989                   | mars 2008 | Julien Van Hooren     | SE             | Retraité  |    |   |
| mars 2008                   | mars 2010 | Marie Thérèse Dolveck | SE             | Retraitée |    |   |
| avril 2010                  | en cours  | Jean-Pierre Marc      |                |           |    |   |
| juillet 2020 Fin= juin 2026 |           | Serge Colombini       | Sans étiquette | Retraité  | SE | ? |

## Démographie
L'évolution du nombre d'habitants est connue à travers les recensements de la population effectués dans la commune depuis 1793. À partir du 1er janvier 2009, les populations légales des communes sont publiées annuellement dans le cadre d'un recensement qui repose désormais sur une collecte d'information annuelle, concernant successivement tous les territoires communaux au cours d'une période de cinq ans. 
Pour les communes de moins de 10 000 habitants, une enquête de recensement portant sur toute la population est réalisée tous les cinq ans, les populations légales des années intermédiaires étant quant à elles estimées par interpolation ou extrapolation. Pour la commune, le premier recensement exhaustif entrant dans le cadre du nouveau dispositif a été réalisé en 2005,.
En 2013, la commune comptait 326 habitants, en évolution de +4,49 % par rapport à 2008 (Yonne : −0,46 %, France hors Mayotte : +2,49 %).
| 1793 | 1800 | 1806 | 1821 | 1831 | 1836 | 1841 | 1846 | 1851 |
| ---- | ---- | ---- | ---- | ---- | ---- | ---- | ---- | ---- |
| 435  | 471  | 404  | 509  | 537  | 536  | 539  | 543  | 543  |

| 1856 | 1861 | 1866 | 1872 | 1876 | 1881 | 1886 | 1891 | 1896 |
| ---- | ---- | ---- | ---- | ---- | ---- | ---- | ---- | ---- |
| 586  | 580  | 592  | 578  | 612  | 553  | 552  | 594  | 504  |

| 1901 | 1906 | 1911 | 1921 | 1926 | 1931 | 1936 | 1946 | 1954 |
| ---- | ---- | ---- | ---- | ---- | ---- | ---- | ---- | ---- |
| 501  | 483  | 445  | 384  | 361  | 356  | 327  | 327  | 329  |

| 1962 | 1968 | 1975 | 1982 | 1990 | 1999 | 2005 | 2010 | 2013 |
| ---- | ---- | ---- | ---- | ---- | ---- | ---- | ---- | ---- |
| 317  | 305  | 277  | 243  | 246  | 288  | 312  | 309  | 326  |

## Lieux et monuments

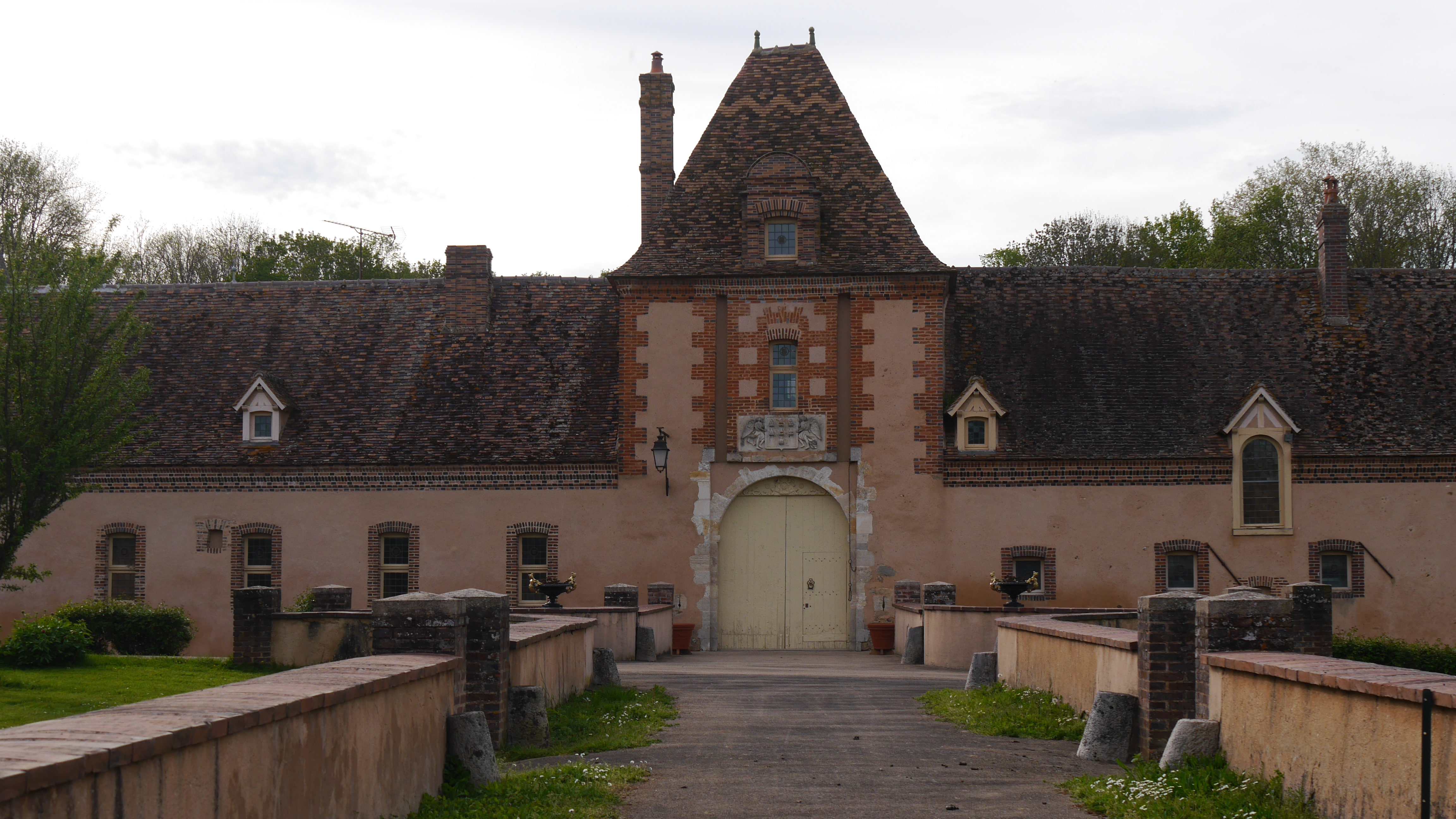
Château de Chevillon - Allée centrale

- Le monument aux morts de Chevillon est un des monuments aux morts pacifistes, il y est inscrit "Guerre à la guerre - Fraternité entre les peuples".
- Le Château de Chevillon est inscrit à l'inventaire des monuments historiques[7].
- L'église de Chevillon

## Personnalités liées à la commune

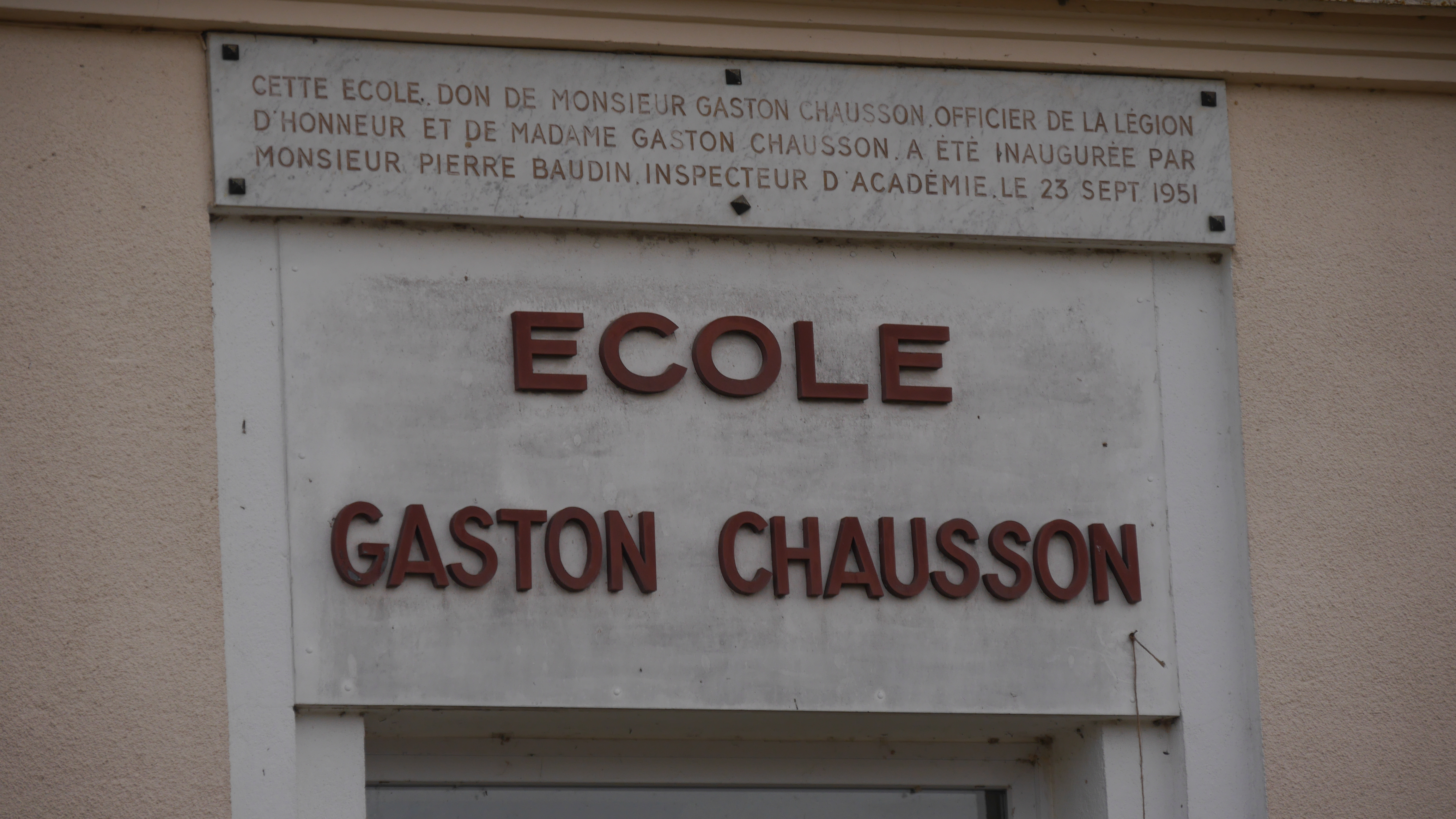
Plaque commémorative de l'école Gaston Chausson

Chevillon est le village de naissance des frères Chausson, Gaston (né en 1876) et Jules (né en 1881). Tous deux fondèrent les Usines Chausson d'Asnières-sur-Seine qui produisirent des radiateurs pour automobiles, des éléments de carrosserie pour les constructeurs ainsi que la grande série des autocars Chausson qui furent les leaders du marché de l'autocar français de 1947 à 1965. La toponymie comporte plusieurs références commémoratives comme la rue Gaston Chausson qui est la rue principale du village, l'allée Edith Chausson qui longe l'église et l'école Gaston Chausson.

## Environnement
La commune inclut trois ZNIEFF :
- ZNIEFF des étangs, prairies et forêts du Gâtinais sud oriental[8],[9].  L'habitat particulièrement visé par cette ZNIEFF est fait d'eaux douces stagnantes ; les autres habitats inclus dans la zone sont des eaux courantes, des prairies humides et mégaphorbiaies, et des bois ;
- ZNIEFF de l'étang du Martroi, une zone de 25 ha dans le sud de la commune le long de la D 145 de Charny à La Ferté-Loupière, qui inclut et entoure l'étang du Martroi, et qui s'étend également sur La Ferté-Loupière. L'habitat y est fait d'eaux douces stagnantes[10] ;
- ZNIEFF de l'étang Neuf[11], de 32 ha autour de l'étang Neuf. On y retrouve les eaux douces stagnantes en habitat déterminant, et des prairies humides et mégaphorbiaies, bois, tourbières et marais.

## Pour approfondir